# Tauno Hannikainen
Tauno Heikki Hannikainen (né le 26 février 1896 à Jyväskylä – décédé le 12 octobre 1968 à Helsinki) est un violoncelliste et chef d'orchestre finlandais.

## Biographie
Tauno Hannikainen est le fils du compositeur Pekka Hannikainen. Le pianiste Ilmari Hannikainen et le compositeur Väinö Hannikainen étaient ses frères.
Tauno Hannikainen a d'abord étudié le violoncelle à Helsinki puis à Paris avec Pablo Casals.
Il a aussi étudié la direction d'orchestre à Paris, Vienne et Berlin pendant les années 1924-1930.
À partir de 1922, il est devenu le second chef de l'Opéra national de Finlande à Helsinki.
Il a dirigé la musique lors des funérailles de Jean Sibelius.
Il a été directeur musical de l'Orchestre philharmonique de Turku de  1927 à 1928 et de 1929 à 1939.
Il est parti vers les États-Unis en 1940, devenant directeur de la musique de l'Orchestre symphonique de Duluth (1942–47).
Il a été chef assistant (1947–49) et chef associé (1949–50) de l'Orchestre symphonique de Chicago.
Déçu de devoir laisser en 1950 le poste principal à Rafael Kubelik, il est revenu en Finlande où il est devenu principal chef de l'Orchestre philharmonique d'Helsinki de 1951 à 1963.
Tauno Hannikainen est inhumé sur la colline des artistes du  Cimetière de Hietaniemi.

## Discographie
- Jean Sibelius, Symphonie nº 2 en ré majeur, Op. 43 – The Sinfonia of London (World Record Club)(1959)
- Jean Sibelius, Symphonie nº 4 en la mineur, Op. 63 - USSR S.S.O. (Melodiya)
- Jean Sibelius, Symphonie nº 5 en mi bémol majeur, Op. 82 – The Sinfonia of London (World Record Club T 42) (1959)
- Jean Sibelius, Concerto pour violon en ré mineur, Op. 47 – Tossy Spivakovsky / London S.O. (Everest records/World Record Club T 94)
- Jean Sibelius, Concerto pour violon en ré mineur – Oleg Kagan / Finnish R.S.O. (Live Class)
- Jean Sibelius, Karelia, Op. 11 – The Sinfonia of London (World Record Club T 42)
- Jean Sibelius, Lemminkäinen Legends (Four Legends from the Kalevala), Op. 22 – USSR R.S.O. (Melodiya)
- Jean Sibelius, Finlandia, Op. 26 – USSR R.S.O. (Melodiya)
- Jean Sibelius, Valse Triste, Op. 44, No. 1 – USSR R.S.O. (Mosoblsovnarhoz)
- Jean Sibelius, Tapiola, Op. 112 – London S.O. (Everest records/World Record Club T 94)(1960)
- Uuno Klami, "Terhenniemi" from Kalevala Suite Op. 23 – USSR R.S.O. (Mosoblsovnarhoz)
- Armas Järnefelt, Lullaby – USSR R.S.O. (Mosoblsovnarhoz)

## Sources
- A. Eaglefield-Hull, A Dictionary of Modern Music and Musicians (Dent, Londres 1924).

- (en) Cet article est partiellement ou en totalité issu de l’article de Wikipédia en anglais intitulé « Tauno Hannikainen » (voir la liste des auteurs).